# Spoorlijn Bettelainville - Merzig
De spoorlijn Bettelainville - Merzig was een Frans - Duitse spoorlijn in het departement Moselle en de deelstaat Saarland. Het Franse gedeelte had lijnnummer 175 000, het Duitse gedeelte was als spoorlijn 3213 onder beheer van DB Netze.

## Geschiedenis
Het traject werd door de Reichseisenbahnen in Elsaß-Lothringen geopend op 1 november 1917. Na de Eerste Wereldoorlog werd Elzas-Lotharingen weer bij Frankrijk werd gevoegd kwam de lijn onder Frans bestuur. De overgang van het Saargebied in het Duitse Rijk veroorzaakte dat de Silwinger tunnel, waarvan beide portalen in Duitsland liggen en een gedeelte onder Frankrijk doorloopt dat deze aan beide zijden werd dichtgemetseld, hierdoor was er niet langer verkeer tussen Waldwisse en Silwingen.
Kort na het uitbreken van de Tweede Wereldoorlog is de brug over de Saar bij Merzig door Duitse troepen opgeblazen en daarna niet meer herbouwd. Na de Slag om Frankrijk werd in 1941 het treinverkeer tussen Waldwisse en Mondorf hervat tot november 1944 toen door de terugtrekkende Wehrmacht een aantal bruggen tussen Waldwisse en Mondorf is opgeblazen. Dit gedeelte is daarna door het Amerikaanse 7e leger provisorisch hersteld en in 1945 definitief gesloten.
Op het Franse gedeelte tot van Hombourg-Budange tot Waldwisse was er personenvervoer tot 5 mei 1948, daarna werd ook dit gedeelte gesloten en opgebroken.

## Treindiensten
Op het tracé tussen Bettelainville en Hombourg-Budange vindt toeristisch verkeer plaats door de Chemin de fer touristique de la vallée de la Canner.

## Aansluitingen
In de volgende plaatsen is of was er een aansluiting op de volgende spoorlijnen:
Bettelainville
RFN 174 000, spoorlijn tussen Metz-Ville en Hargarten-Falck
Hombourg-Budange
RFN 177 000, spoorlijn tussen Thionville en Anzeling
Merzig
DB 3218, spoorlijn tussen Merzig en Büschfeld
DB 3230, spoorlijn tussen Saarbrücken en Karthaus

## Galerij

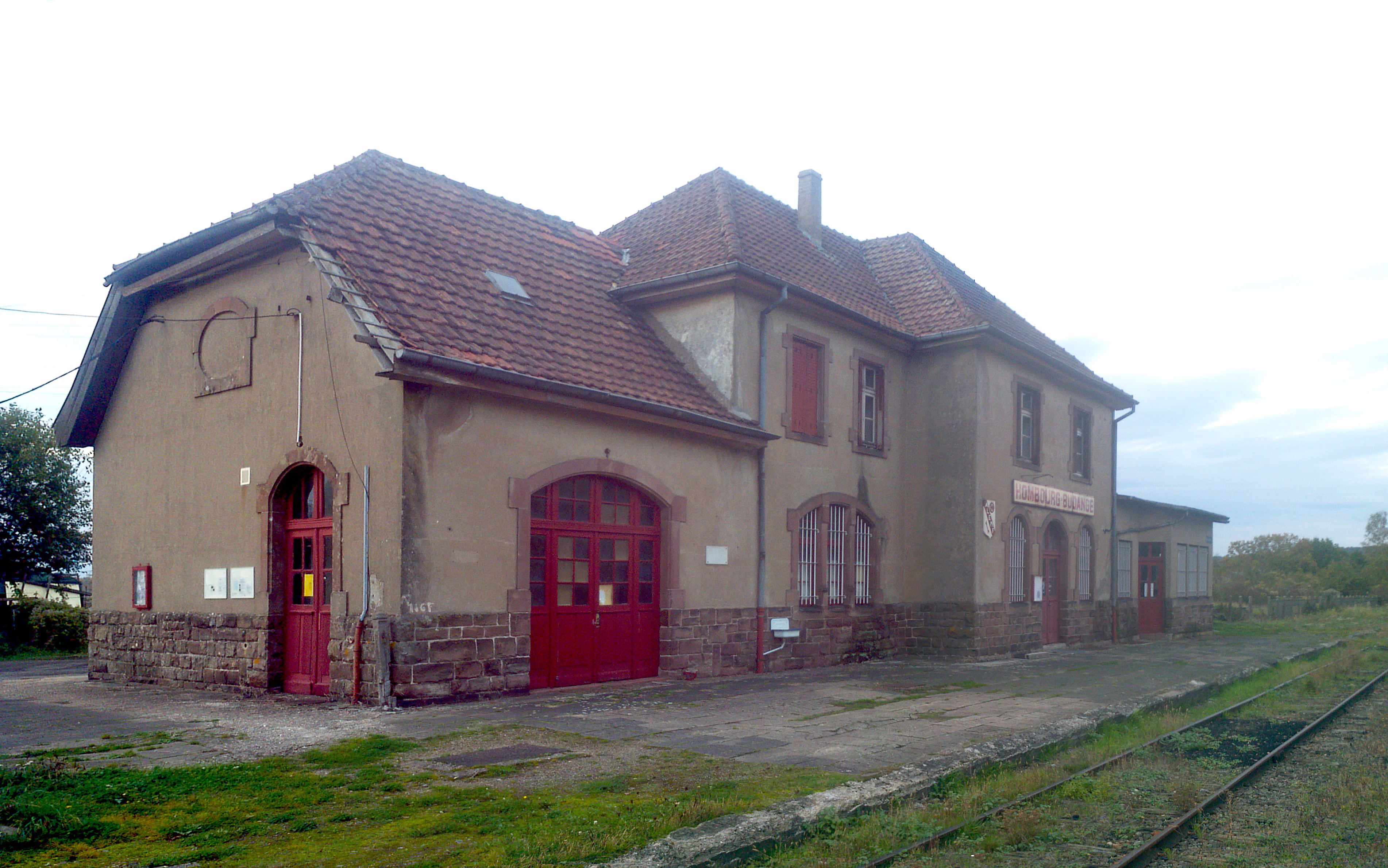
Station Hombourg-Budange